# Championnat du Pakistan de football 2007-2008
Navigation
Édition précédente Édition suivante
La saison 2007-2008 du Championnat du Pakistan de football est la quatrième édition de la National Premier League, le championnat de première division national pakistanais. Les équipes engagées sont regroupées au sein d'une poule unique où elles affrontent deux fois leurs adversaires, à domicile et à l'extérieur. En fin de saison, les deux derniers du classement sont relégués et remplacés par les deux meilleures équipes de deuxième division.
C'est le club de WAPDA FC qui remporte la compétition cette saison après avoir terminé en tête du classement, avec un seul point d'avance sur le double tenant du titre, Pakistan Army et cinq sur le Khan Research Laboratories FC. C'est le sixième titre de champion du Pakistan de l'histoire du club.

## Participants
- Pakistan Army
- WAPDA FC
- Khan Research Laboratories FC
- Karachi Port Trust FC
- Punjab Medical College FC - Promu de D2
- PIA FC - Promu de D2
- Pakistan Navy FC
- Habib Bank Limited FC
- National Bank of Pakistan
- Afghan FC
- Wohaib Club
- KESC FC
- Pakistan Television FC - Promu de D2
- Pakistan Railways FC

## Compétition

### Classement
Le classement est établi sur le barème de points classique : victoire à 3 points, match nul à 1, défaite à 0.
| Rang | Équipe                        | Pts | J  | G  | N  | P  | Bp | Bc | Diff |
| ---- | ----------------------------- | --- | -- | -- | -- | -- | -- | -- | ---- |
| 1    | WAPDA FC                      | 58  | 26 | 16 | 10 | 0  | 64 | 23 | +41  |
| 2    | Pakistan ArmyT                | 57  | 26 | 17 | 6  | 3  | 41 | 10 | +31  |
| 3    | Khan Research Laboratories FC | 53  | 26 | 15 | 8  | 3  | 45 | 13 | +32  |
| 4    | Karachi Port Trust FC         | 44  | 26 | 12 | 8  | 6  | 36 | 24 | +12  |
| 5    | National Bank of Pakistan     | 43  | 26 | 11 | 10 | 5  | 36 | 31 | +5   |
| 6    | PIA FCP                       | 39  | 26 | 9  | 12 | 5  | 32 | 23 | +9   |
| 7    | Pakistan Navy FCC             | 38  | 26 | 9  | 11 | 6  | 36 | 26 | +10  |
| 8    | KESC FC                       | 32  | 26 | 8  | 8  | 10 | 27 | 30 | -3   |
| 9    | Afghan FC                     | 27  | 26 | 5  | 12 | 9  | 23 | 29 | -6   |
| 10   | Habib Bank Limited FC         | 25  | 26 | 7  | 4  | 15 | 35 | 42 | -7   |
| 11   | Pakistan Television FCP       | 23  | 26 | 6  | 5  | 15 | 20 | 45 | -25  |
| 12   | Punjab Médical College FCP    | 22  | 26 | 5  | 7  | 14 | 19 | 43 | -24  |
| 13   | Pakistan Railways FC          | 21  | 26 | 5  | 6  | 15 | 23 | 49 | -26  |
| 14   | Wohaib Club                   | 8   | 26 | 1  | 5  | 20 | 11 | 60 | -49  |

|  | Qualification pour la Coupe du président de l'AFC 2008                                   |
|  | Relégation directe en deuxième division                                                  |
|  | T : Tenant du titre C : Vainqueur de la Coupe du Pakistan P : Promu de deuxième division |

## Bilan de la saison
| Championnat du Pakistan de football 2007-2008                        |                      |
| Champion                                                             | WAPDA FC (6e titre)  |
| Coupes et trophées                                                   |                      |
| Vainqueur de la Coupe du Pakistan 2007-2008                          | Pakistan Navy FC     |
| Qualifications continentales                                         |                      |
| Coupe du président de l'AFC 2008                                     | WAPDA FC             |
| Promotions et relégations                                            |                      |
| Promus en Championnat du Pakistan de football                        | Pakistan Steel FC    |
| Promus en Championnat du Pakistan de football                        | Pak Electron Limited |
| Relégués en Championnat du Pakistan de football de deuxième division | Pakistan Railways FC |
| Relégués en Championnat du Pakistan de football de deuxième division | Wohaib FC            |